# Tengőd
Tengőd is een plaats (község) en gemeente in het Hongaarse comitaat Somogy. Tengőd telt 588 inwoners (2001).